# Clubul Sportiv Stăruința Oradea

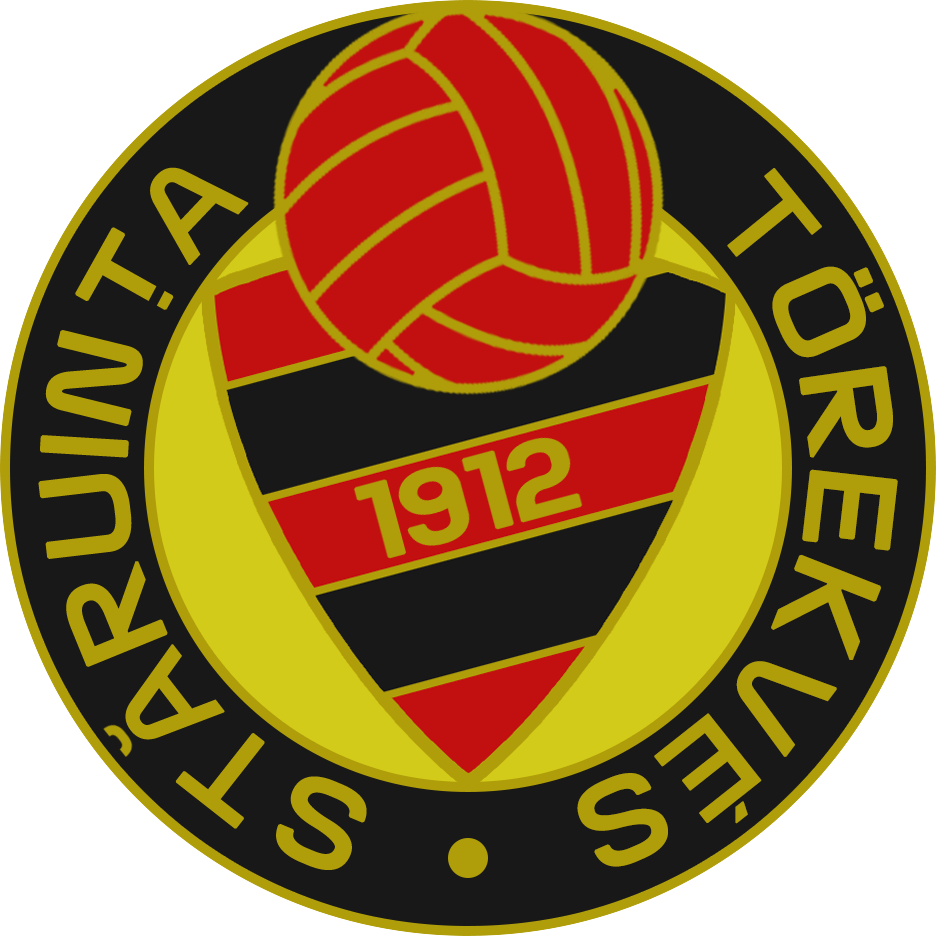

Il Clubul Sportiv Stăruința Oradea è stata una squadra di calcio rumena fondata nel 1912 ad Oradea e attiva fino al 1958, anno in cui si è sciolta. Negli anni venti ha raggiunto in più di una occasione la fase finale del campionato.

## Storia
Il club fu fondato nel 1912, quando Oradea faceva parte dell'Impero austro-ungarico. A seguito del trattato del Trianon la Transilvania passò alla Romania e il club partecipò al campionato rumeno.
Al debutto, nella stagione 1921-22, vinse il raggruppamento regionale e fu ammesso alle finali nazionali dove però perse al primo turno 2-0 contro il Victoria Cluj. In altre occasioni il club si qualificò ma non andò mai oltre i quarti di finale
Con la riforma del campionato e l'introduzione del girone unico, il club rimase escluso dalla Divizia A ma venne ammesso alla Divizia B quando fu istituita nel 1934. Nella prima stagione terminò al terzo posto (su otto squadre) nel proprio girone. Rimase nella seconda serie, senza ottenere risultati brillanti, fino al 1940 quando la città passò all'Ungheria a seguito del secondo arbitrato di Vienna. Durante gli anni della seconda guerra mondiale disputò incontri contro squadre locali all'interno dei campionati ungheresi.
Con la fine della guerra (e il ritorno alla Romania) il club fu ammesso alla Divizia C che però non si disputò con regolarità, lasciando quindi la squadra nei gironi provinciali. Nel 1958, a seguito di una nuova retrocessione, il club si sciolse.
Tra i giocatori più rappresentativi ci fu Iuliu Barátky, uno dei più grandi centrocampisti del periodo tra le due guerre, che iniziò la sua carriera nel Stăruința prima di trasferirsi al CAO e Iosif Bartha, difensore del club tra il 1921 e il 1930